# Chanice Porter
Chanice Porter (ur. 25 maja 1994) – jamajska lekkoatletka specjalizująca się w skoku wzwyż oraz skoku w dal.
W 2009 zdobyła w skoku wzwyż srebrny medal podczas zawodów Carifta Games. Rok później odpadła w eliminacjach skoku w dal na rozegranych w Moncton mistrzostwach świata juniorów. Dwukrotna medalistka (złoto w skoku w dal i brąz w skoku wzwyż) z mistrzostw świata juniorów młodszych (2011). Zajęła 12. lokatę w konkursie skoku wzwyż podczas mistrzostw świata juniorów w Barcelonie (2012). Na tej samej imprezie ustanowiła nowy rekord Jamajki juniorów w skoku w dal - 6,58 m. Ostatecznie została sklasyfikowana na 4. pozycji.

## Rekordy życiowe
- skok w dal (stadion) – 6,77 (9 kwietnia 2021, Athens)
- skok w dal (hala) – 6,64 (26 lutego 2016, Fayetteville)
- skok wzwyż (stadion) – 1,86 (30 marca 2012, Kingston)
- skok wzwyż (hala) – 1,87 (6 lutego 2016, Blacksburg)